# لويس دي كارلوس
لويس دي كارلوس أحد رؤساء ريال مدريد من 1978 إلى 1985. تم انتخابه بعد وفات الرئيس السابقسانتياغو برنابيو. وخلال فترة رئاسته فاز الفريق ببطولتين دوري وبطولتين لكأس الملك ولكنه فشل في الفوز ببطولة دوري الأبطال عام 1981 بعد وصول الفريق للنهائي ولكنه خسر أمام نادي ليفربول الإنجليزي بنتيجة 1-0.
ولم يرشح نفسه لانتخابات النادي الرئاسية بعد انتهاء فترته عام 1985 والتي فاز بها رامون ميندوزا.